# Sachspfeife
Sachspfeife ist ein Gemeindeteil der Gemeinde Weißenbrunn im Landkreis Kronach (Oberfranken, Bayern).

## Geografie
Der Weiler liegt am Fuße einer bewaldeten Anhöhe. Dort befindet sich der Lucas-Cranach-Turm (494 m ü. NHN, 0,6 km nordöstlich). Im Norden befindet sich eine ehemalige Sandgrube, die als Geotop ausgezeichnet ist. Eine Gemeindeverbindungsstraße führt die Bundesstraße 85 kreuzend nach Thonberg (0,3 km südlich).

## Geschichte
Gegen Ende des 18. Jahrhunderts gab es in Sachspfeife ein Anwesen. Das Hochgericht übte das Rittergut Küps aus. Es hatte ggf. an das bambergische Centamt Kronach auszuliefern. Die Grundherrschaft über das Gütlein hatte das Rittergut Küps.
Mit dem Gemeindeedikt wurde Sachspfeife dem 1808 gebildeten Steuerdistrikt Küps und der 1818 gebildeten Ruralgemeinde Thonberg zugewiesen. Am 1. April 1972 wurde Sachspfeife im Zuge der Gebietsreform in Bayern in Weißenbrunn eingegliedert.

### Einwohnerentwicklung
| Jahr      | 001818 | 001861 | 001871 | 001885 | 001900 | 001925 | 001950 | 001961 | 001970 | 001987 |
| Einwohner | 9      | 14     | 9      | 13     | 19     | 14     | 24     | 22     | 27     | 41     |
| Häuser    | 2      |        |        | 2      | 2      | 2      | 3      | 3      |        | 9      |
| Quelle    | [ 5 ]  | [ 7 ]  | [ 8 ]  | [ 9 ]  | [ 10 ] | [ 11 ] | [ 12 ] | [ 13 ] | [ 14 ] | [ 1 ]  |

## Religion
Die Katholiken waren ursprünglich nach St. Johannes der Täufer (Kronach) gepfarrt, mit der Errichtung von St. Sebastian in Neuses im Jahr 1932 dann dorthin. Die Protestanten waren ursprünglich nach Weißenbrunn gepfarrt und seit der ersten Hälfte des 20. Jahrhunderts nach Kronach.